# Beilerstraat 57-59 (Assen)
Het pand Beilerstraat 57-59 in de Nederlandse stad Assen is een monumentaal dubbel herenhuis.

## Beschrijving
Het dubbele herenhuis aan de Beilerstraat werd omstreeks 1905 gebouwd in overgangsstijl. Het is een van de weinige huizen uit deze periode met drie woonlagen. Het pand is gesitueerd tegenover het Asserbos. 
Het gebouw bestaat uit drie woonlagen en is opgetrokken op een samengestelde plattegrond in bruin-rode baksteen. Het heeft een afgeknot schilddak, gedekt met een Friese pan. De gevel heeft een symmetrische opbouw en is zes traveeën breed. De twee woonhelften hebben elk een houten balkon met balustrade op de eerste verdieping en de entree in de linkertravee. Aan de voorzijde staat het originele smeed- en gietijzeren hekwerk.

## Waardering
Het pand wordt beschermd als provinciaal monument, onder meer vanwege de "cultuurhistorische waarde als bijzondere uitdrukking van de huisvesting van de stedelijke burgerij in Drenthe", "vanwege de waarde van het dubbele herenhuis met bijbehorende hekwerk uit circa 1905 als bijzondere uitdrukking van woonhuisarchitectuur in in Eclectische stijl met elementen uit de Neorenaissance in Drenthe" en "vanwege de ensemblewaarde van het dubbele herenhuis met het naastgelegen rijksmonumentale herenhuis Beilerstraat 61, een herenhuis dat ook in de vormgeving reageert op het dubbele herenhuis".